# Mamounia
Mamounia (în arabă المامونية) este o comună din provincia Mascara, Algeria.
Populația comunei este de 13.364 de locuitori (2008).